# Tanytarsus striatulus
Tanytarsus striatulus är en tvåvingeart som beskrevs av Carl Johan Lindeberg 1976. Tanytarsus striatulus ingår i släktet Tanytarsus och familjen fjädermyggor. Arten är reproducerande i Sverige. Inga underarter finns listade i Catalogue of Life.